# اصل علامت‌دهی پرهزینه

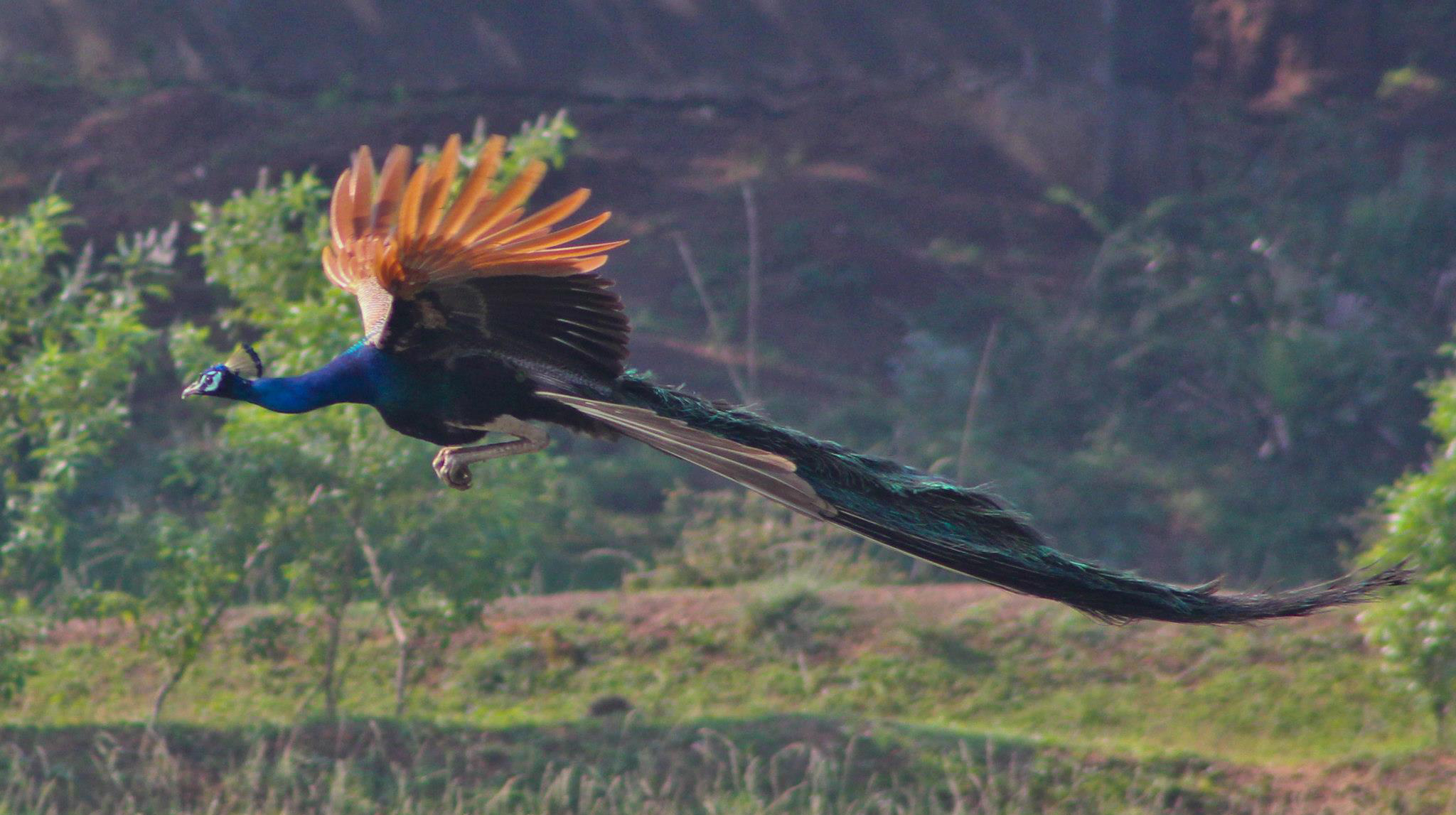
دم طاووس در حال پرواز، نمونه کلاسیک «اصل علامت‌دهی پرهزینه» با کیفیت نری است. طاووس‌های نری که دارای بزرگ‌ترین و درخشنده‌ترین دم‌ها هستند؛ توجه بیشتری را هم به سوی خود جلب می‌کنند؛ اما این دم سنگین و انگشت‌نما، شانس بقایشان را هم کاهش می‌دهد.

اصل علامت‌دهی پرهزینه، اصل سیگنال پرهزینه یا اصل آوانس (به انگلیسی: Handicap principle)، یک فرضیه است که توسط آموتز زاهوی ارائه شده‌است برای توضیح اینکه چگونه فرگشت ممکن است سبب علامت‌دهی‌های «صادقانه» یا قابل اعتماد بین جانورانی می‌شود که انگیزه آشکاری برای بلوف‌زدن یا فریب یکدیگر دارند. این نشان می‌دهد که علامت‌دهی‌های پرهزینه باید علامت‌دهی‌های قابل اعتمادی باشند، و فرد علامت‌دهنده چیزی هزینه می‌کند که توسط فردی با یک ویژگی خاص کمتر قابل پرداخت نیست. به عنوان مثال، در انتخاب جنسی، این نظریه پیشنهاد می‌کند که جانورانی با آمادگی بیولوژیکی بیشتر این وضعیت را از طریق نوعی رفتار ناتوان‌کننده یا ریخت‌شناسی نشان می‌دهند که وضعیت مساعد آنها را به‌طور مؤثر کاهش می‌دهد. کیفیت ایده اصلی این است که ویژگی‌های انتخاب‌شده از نظر جنسی مانند مصرف‌گرایی خودنمایانه عمل می‌کنند، که نشان‌دهنده توانایی مالی برای هدر دادن یک منبع است. گیرنده‌ها می‌دانند که علامت‌دهنده کیفیت را نشان می‌دهد، زیرا علامت‌دهنده‌های دیگر با کیفیت پایین‌تر توانایی تولید چنین علامت‌دهی‌های بیهوده اسراف‌آمیزی را ندارند.
این تئوری ادعا می‌کند که برای مؤثر بودن، علامت‌دهی‌های جانور باید قابل اعتماد باشند و برای قابل اعتماد بودن باید هزینه یا نقصی را بر علامت‌دهنده تحمیل کنند. به عنوان مثال، وقتی آهو یک گرگ را می‌بیند و پیش از فرار چندین بار به هوا می‌پرد، به روشی قابل اعتماد نشان می‌دهد که در وضعیت خوبی قرار دارد و به آسانی می‌تواند از گرگ پیشی بگیرد. (یک شباهت انسانی در بازی‌های کودکان نیز رخ می‌دهد، جایی که کودکان سریع‌تر اغلب پیش از دویدن، تعقیب‌کننده خود را مسخره می‌کنند). آهو با ناتوانی لحظه‌ای خود - صرف زمان و انرژی گرانبها در این نمایش - بر صداقت علامت‌دهی خود تأکید می‌کند. پیشنهاد می‌شود که چنین علامت‌دهی‌هایی در خدمت منافع شکارچیان و طعمه‌ها است و هر یک را از فرسودگی تعقیب و گریز بیهوده در امان می‌دارد. رقابتِ مابین اعضای یک گونه برای تکثیر و زادآوری – انتخاب جنسی – می‌تواند همراه با ویژگی‌هایی باشد که سازگاریِ مجموع آن گونه را کاهش می‌دهد. به همین ترتیب، هزینه هنگفتی که یک طاووس با حمل پرهای دم پیچیده و سنگین خود متحمل می‌شود، که در جمع‌آوری غذا اختلال ایجاد می‌کند، ارزش آن را به عنوان یک جفتی که می‌تواند برای فرزندانش تأمین کند، به‌طور قابل اعتمادی نشان می‌دهد. شاید مهم‌ترین کاربرد اصل آوانس در معمای تکاملی نوع‌دوستی جانوران باشد. به این ترتیب که وقتی جانوری نوع‌دوستانه عمل می‌کند، خود را ناتوان می‌کند - خطری را متحمل می‌شود یا ایثاری را تحمل می‌کند - نه در درجه نخست برای سود رساندن به خویشاوندان یا گروه اجتماعی خود، بلکه برای افزایش اعتبار خود در گروه و در نتیجه نشان دادن وضعیت خود به عنوان یک شریک یا رقیب معتبر.

## نمونه‌ها

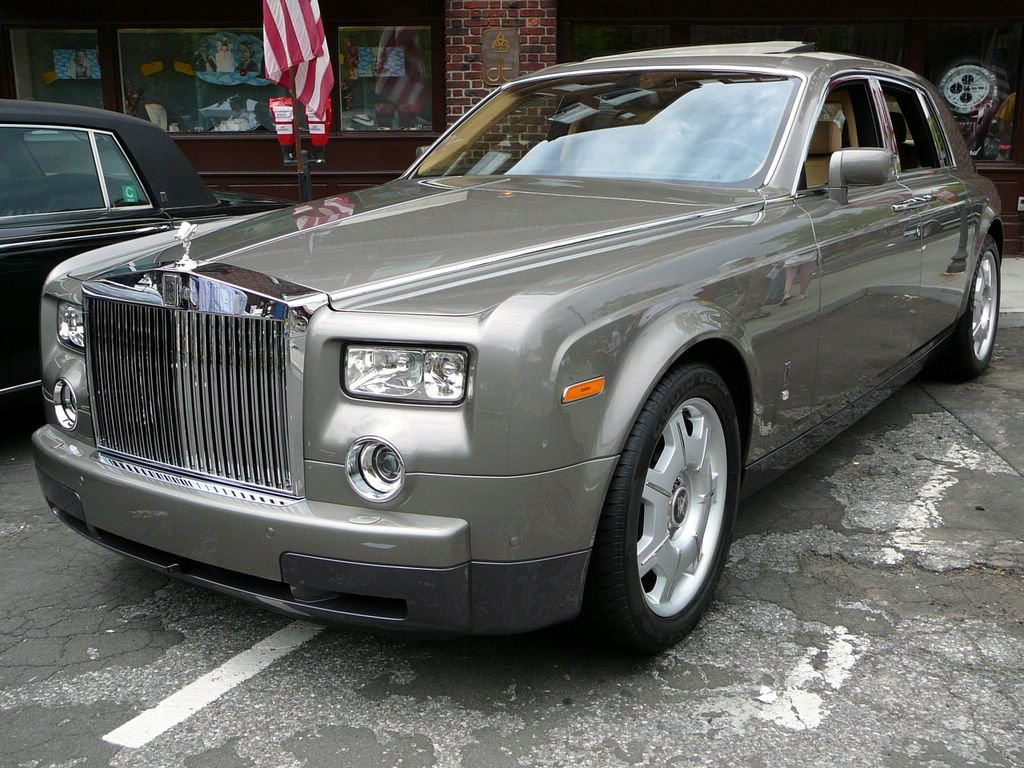
اتومبیل‌های لوکس و دیگر «کالاهای وبلن» ممکن است نمونه‌ای از اصل علامت‌دهی پرهزینه در انسان باشد.

مطالعاتِ صورت‌پذیرفته بر پرندگان در معرض انقراض، نشان از این می‌دهند که انتخابِ جنسی، توانایی انقراض یک جمعیت را دارد. برخی زیست‌شناسان حتی انتخاب جنسی را مقصر مصرف‌گراییِ آشکاری می‌دانند که آیندهٔ بشر را تهدید می‌کند. بر اساس «اصل آوانس»؛ پدیده‌هایی نظیر دم طاووس، فرگشتِ دقیقی می‌یابند؛ چرا که اصولاً بی‌فایده‌اند. جانوری را تصور کنید که در صدد اعلام قدرت و زیبایی‌اش به جنس مؤنث است. اگر این کار آسان باشد؛ نرهای ضعیف‌تر، به‌راحتی با تقلید، توانایی تقلب کردن را دارند. اما اگر این کار دشوار باشد – نظیر تجهیز به یک دم بزرگ و پردردسر – راهی برای تقلب نمی‌ماند.
زهاوی به‌طور خاص لیکوی عربی را مورد مطالعه قرار داد، یک پرنده بسیار اجتماعی، با یک زندگی با طول عمر ۳۰ سال، که نوعی رفتار نوع‌دوستانه یا ایثار را از خود بروز می‌دهد. رفتار کمک به ساختن لانه که اغلب در میان افراد نامرتبط رخ می‌دهد و بنابراین با انتخاب خویشاوندان نمی‌توان این پدیده را توضیح داد. زهاوی این رفتارها را با توجه به نظریه علامت‌دهی و همبستگی آن، یعنی اصل آوانس، تفسیری دوباره کرد. این اقدام نوع‌دوستانه برای اهداگران تمام می‌شود، اما ممکن است جذابیت را برای همسران بالقوه بهبود بخشد. تکامل این شرایط را می‌توان با نوع ایثار رقابتی توضیح داد.
یک مثال در انسان توسط جفری میلر پیشنهاد شد که بیان داشت کالاهای وبلن مانند اتومبیل‌های لوکس و دیگر شکل‌های مصرف قابل توجه از مظاهر «اصل آوانس» است که برای تبلیغ «مناسب بودن» به شکل نمایش ثروت و موقعیت برای همسران بالقوه مورد استفاده قرار می‌گیرد. چاقی، نشانه توانایی تهیه یا تهیه مقدار زیادی غذا، به ازای سلامتی، چابکی و در موارد پیشرفته‌تر، حتی قدرت است. در فرهنگ‌هایی که کمبود غذا را تجربه می‌کنند، این «مناسب بودن» برای جنس مخالف را نشان می‌دهد و اغلب با ثروت همراه است اما تغییرهای فرهنگی اخیر، این تصور را نسبت به چاقی به‌ویژه در جوامع غربی تغییر داده‌است.